# سد ماملو
سد ماملو (دروازه)، سدی است در استان تهران، در ۳۰ کیلومتری جنوب شرقی تهران، بر روی رودخانه جاجرود و رودخانه تار که ازسوی دماوند می آید در روستای ماملو ساخته شده است. هدف از احداث سد ماملو، تأمین آب کشاورزی، آب شرب و برق شهرهای پاکدشت، ورامین و جنوب تهران است.
در بعضی نقاط عمق دریاچه این سد به بیش از ۱۲ متر می رسد.
دریاچه این سد حدود ۸۰۰ متر عرض و ۳۰۰۰ متر طول دارد.
در پی کاهش قابل‌توجه بارش در چند سال اخیر، داده‌های وزارت نیرو نشان می‌دهد که، حجم آب ذخیره‌شده در سد ماملو، به‌طور قابل‌توجهی کاهش یافته‌است، بطوری که در برخی از فصول سال، ظرفیت آن، نزدیک به ۱۰٪–۱۵٪ کاهش یافته است. تحلیلگران هشدار داده‌اند که در صورت ادامه روند افت ورودی‌ آب به مخزنها، احتمال دارد که این سد، کارایی لازم برای تأمین آب قابل شرب را از دست بدهد و برداشت از منابع زیرزمینی، به‌عنوان جایگزین آن، تقویت شود.

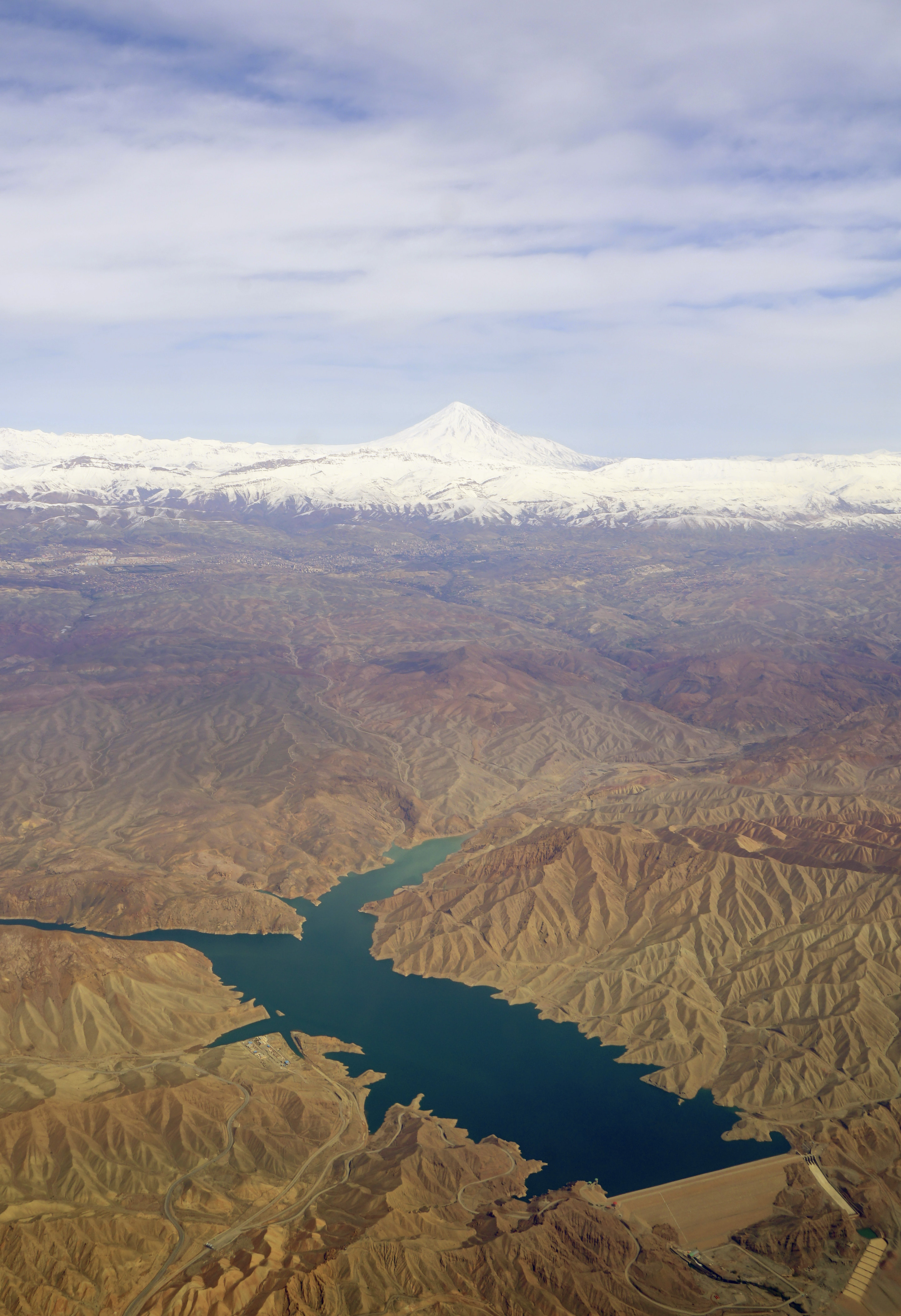
سد ماملو و دماوند

## منبع
شرکت مهندسی منابع آب ایران - فهرست سدهای ایران بایگانی‌شده  در ۱۱ ژوئیه ۲۰۱۰ توسط Wayback Machine
1. ↑  «سد ماملو کجاست و خشک شدن آن چه عواقبی دارد؟». Fararu | فرارو. ۲۰۲۵-۰۷-۲۲. دریافت‌شده در ۲۰۲۵-۰۷-۲۲.